# A Little More Love (Olivia Newton-John)
"A Little More Love" is een nummer dat de Brits-Australische zangeres Olivia Newton-John opnam voor haar tiende studio album, Totally Hot (1978). Het nummer, geschreven en geproduceerd door Newton-Johns vaste platen producer John Farrar, werd in november 1978 uitgebracht als leadsingle van Totally Hot en werd een wereldwijde hit.
In de Verenigde Staten bereikte "A Little More Love" in februari 1979 zijn hoogste positie: nummer drie in de Billboard Hot 100 en piekte op nummer vier in de Adult Contemporary-hitlijst. In Canada stond het drie weken op nummer twee in de RPM Top Singles-hitlijst, in februari en maart 1979, en was het de zevende grootste hit van dat jaar. Het bereikte ook nummer vijf in de RPM Adult Contemporary-hitlijst. In het Verenigd Koninkrijk bereikte het nummer nummer vier en bleef het 12 weken in de hitlijsten staan.
Record World zei dat het nummer "meer rockgeoriënteerd is dan [Newton-Johns] eerdere popalbums, en met een nummer zo goed als dit zou de overgang aangenaam moeten zijn."
Billboard Magazine rangschikte "A Little More Love" als het 17e populairste nummer van 1979, en Cash Box Magazine rangschikte het als 23e voor dat jaar, waar het in maart 1979 een piek bereikte op nummer vier.